# The Fall of Troy
The Fall of Troy (с англ. — «Падение Трои») — американская рок-группа, исполняющая песни в стиле мат-рок. Образовалась в 2002 году, в Мукильтео, штат Вашингтон. После распада в 2010, группа собралась вновь, в 2013. Лейблы Lujo Records и Equal Vision Records.

## История

### Thirty Years War

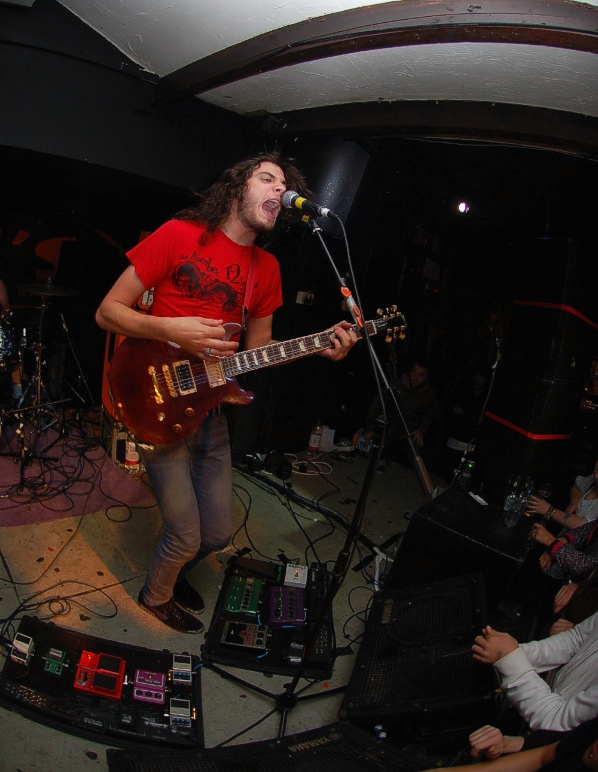
Thomas Erak в 2007

The Fall Of Troy — это прогрессив-рок-группа из Mukilteo, штат Вашингтон. Группа состоит из Thomas Erak (вокал, соло-гитара), Andrew Forsman (ударные) и Frank Black (бас гитара, вокал). Альбомы группы известны своей экстремальностью, многомелодичным звучанием, техничным исполнением, экстремальным вокалом вокалиста (переходящим от мелодичного пения до жёсткого скриминга). Первоначальный состав группы образовался из группы The 30 Years War.
Erak начал свою музыкальную карьеру уже старшеклассником, участвуя в группе Tribune, в которой он был гитаристом и вокалистом. Группа записала ЕР, но позднее распалась. Munro и Erak образовали хардкор группу из четырёх участников под названием The Thirty Years War. Erak остался на гитаре и вокале, Munro на второй гитаре, а на басу и ударных — Ward и Forsman. За своё существование группа успела записать два ЕР под названием Martyrs Among the Casualties и Live at the Paradox. Однажды перед записью нового альбома Munro заявил о своём выходе из группы, объясняя это тем, что школа для него важнее. После его ухода, группа сменила название на The Fall of Troy, используя метод для поиска названия The Thirty Years War — они просто открыли учебник по истории на любой попавшейся странице и искали подходящее название.

### The Fall Of Troy
В мае 2003 года группа вошла в студию с продюсером Joel M. Brown для записи первого альбома. Всем участникам группы было всего лишь по 16 лет, поэтому запись происходила на весенних каникулах, в течение одной недели. Альбом увидел свет 4 ноября 2003 года под лейблом Lujo Records, а позднее — 22 августа 2006 года под нынешним лейблом Equal Vision Records. Также был реализован Ghostship EP с записями: Part I, IV, V, Phantom on the Horizon и Macaulay McCulkin.

### Doppelgänger
После подписания контракта с Equal Vision, группа записала два трека: «Tom Waits» и «Laces Out, Dan», которые использовались для продвижения нового альбома. В марте 2005 года группа начала запись второго студийного альбома, названного «Doppelgänger». 16 августа 2005 альбом появился на прилавках магазинов. В течение тура в поддержку Doppelgänger, группа находилась на грани распада, но ситуация вовремя нормализовалась. «F.C.P.R.E.M.I.X.» вышел в виде сингла и получил сравнительно большую популярность. Трек был включён в игру Saint’s Row для Xbox 360, в MLB 2K6 для Xbox, Playstation 2, Gamecube, PlayStation Portable и Xbox 360, а также в качестве бонус-трека в Guitar Hero III: Legends of Rock.

### Manipulator
В середине декабря 2006 года группа вместе с продюсером Matt Bayles начала работу над третьим альбомом под названием «Manipulator». В него вошёл весь новый материал группы. Весной 2008 года The Fall Of Troy начали турне с такими группами, как Foxy Shazam, The Dear Hunter и Tera Melos.

Вот их запись из блога My Space:

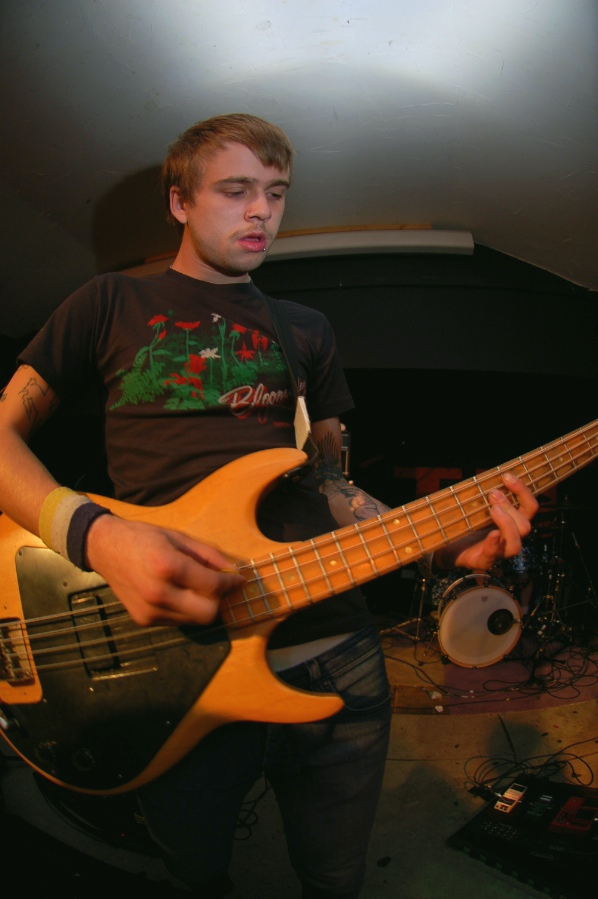
Tim Ward, оригинальный басист The Fall of Troy

«The Fall of Troy сейчас собираются в первое межнациональное турне после выхода альбома Manipulator в мае. Это будет последнее турне по США (и немного по Канаде) перед тем, как летом начать новый альбом. В этом туре будут участвовать такие группы, как The Dear Hunter, Foxy Shazam и Tera Melos. Билеты поступят в продажу с этой пятницы (15-е февраля), так что следите за новой информацией и не пропустите этот концерт. Это будет нечто.»
Позже бас-гитарист Timothy вышел из состава группы. Причиной стал стресс и большая нагрузка. Его заменил Frank Black.

В мае 2007 года группа закрыла свой форум. По клику на форум выходило следующее сообщение:

«Привет друзья и враги… После определённых событий, мы вместе решили, что этот форум не имеет никакого отношения к нашей группе ни в каком варианте. Когда-то было хорошо держать контакт с помощью форума с нашими друзьями и фанатами, но сейчас здесь ничего нет, кроме
сарказма, расизма и чистого невежества. Мы не думаем, что многие вещи из этого законны или даже смешны, на худой конец. Мы извиняемся за то, что лишили вас позитива и хорошего настроения, но всему когда-то приходит конец. Нам будет не хватать этого форума, но мы будем вспоминать те весёлые времена и вещи, которые там происходили. Искренне ваши Томас, Фрэнк и Эндрю.»
По некоторым мнениям это случилось из-за бесконечных вопросов о предстоящем альбоме и недовольством лейбла. Но это всего лишь мнения.

### Phantom on the Horizon
Thomas упоминал о том, что их лейбл может не выпустить два ЕР подряд, поэтому появилась вероятность того, что новому альбому будет предшествовать один ЕР. Группа подтвердила, что в альбом войдут треки «Battleship Graveyard», «The Vomiting Winter» и «Straight-Jacket Keelhauled». Томас рассказал журналу Ultimate-Guitar.com об их готовящемся к выходу альбоме в апреле 2008:
«…Этот альбом будет как и раньше создавать авангардное настроение нашей команды, которое создали два предыдущих альбома. Manipulator был чем-то вроде эксперимента в разных стилях и направлениях записи альбома. Этот будет нечто вызывающим и связующем чем-то с недостатком
доброго слова, эпическая запись от нашей команды. Это перенесёт нас на новый уровень. Я думаю, что будет много хаоса в музыке, но точно, что вокал будет повышен раз в пять или десять. Мы стареем. Мы уже устали от скрима (криков) в наших записях. Я понял, что стал уверенней петь с прошлого года. Моя девушка — джаз-вокалист в Стокгольме, так что когда я был с ней последние шесть месяцев, она действительно подняла меня на новый уровень в плане вокала. Я пытался учиться от неё как можно больше. Потом она поступила в Лос-анджелесскую Музыкальную Академию и была высоко оценена в вокальном исполнении. Фрэнк тоже поёт. Тим никогда не пел. Тим был „двигателем“, и это здорово. У Фрэнка тоже отлично получается кричать. Нет, я не имею в виду то, что основная наша концепция группы заключена в криках. Я думаю, что идея структур наших песен будет более выдающейся. Я думаю, что наши новые треки засядут в вашей голове на пять лет, или же на пять минут.»
Также стало известно о том, что демозаписи с «Ghostship» будут дополнены и переизданы. Но дата их выхода неизвестна. По некоторой информации на новом диске будет девять дорожек.

### In the Unlikely Event
6 октября 2009 года в свет выходит альбом «In The Unlikely Event», состоящий из 12 композиций.

### Распад The Fall of Troy
В 2010 году группа заявила о своём распаде. На официальном сайте было опубликовано письмо фанатам (перевод):
«Дорогие друзья со всех уголков мира,
Я пишу, чтобы сообщить Вам, что после девяти лет существования группы, пяти альбомов, двух басистов, сотен концертов, и многочисленных достижений и безумия: Эндрю, Фрэнк, и я (Томас) — решили закончить нашу карьеру в группе The Fall of Troy.
Эта группа была моей жизнью, моей любовью, воздухом, которым я дышал, пищей, которую я ел, то что помогало мне крепко спать ночью. Я люблю и лелею музыку, которую мы сделали, времена, которые у нас были, и всех друзей, которых мы встретили по пути. У Эндрю, Фрэнка, и конечно Тима, навсегда останется особое место в моём сердце. Но для нас настало время, чтобы прекратить это дело. После того, когда уже всё сказано и сделано, нет никакой драмы, теперь это просто три члена группы, которые находятся на трёх различных путях своей жизни.
Я всегда склонялся к факту, что лучше уйти в закат на пике популярности, чем медленно угасать в огне. Этот тур, Envy On The Coast и Twin Atlantic, будет нашим последним, и мы действительно надеемся, что все Вы будете праздновать то, что было для вас настолько нереально и невероятно — так давайте же танцевать в последний раз!
Мы действительно хотели бы благодарить всех, тех кто был тесно связан с группой, руководил группой, помогал делать наши шоу, угощал консервами, предоставлял ночлег, просили сделать фотографии, ловили меня в самый последний момент перед отъездом с концерта, выпускал записи для нас, возили нас поздней ночью по турам, или что-нибудь ещё.
Каждый из вас может оглянуться назад и насладиться тем, чем эта группа была…
Поэтому убедитесь, что Вы непременно посетите „The Marked-Men of 2010 Tour“, поскольку это будет наше последнее ура!

Мы любим Вас, и будем отдавать столько любви, какую вы давали нам на наших шоу.

Так то!

Мы любим Вас и от всей души благодарим, прощайте друзья.
R.I.P.

TFOT

2002—2010

С Тяжёлым Сердцем,

Томас Джозеф Эрак

PS:

У меня нет никакого намерения прекратить музыкальную карьеру!

Совсем наоборот, увидимся на шоу! — !» 

### Just Like Vinyl
В 2010 году Томас Эрак собрал новый коллектив под названием Just Like Vinyl.

### The Fall Of Troy — Reunion
В декабре 2013, группа дала 3 концерта. В 2014 году Томас Эрак пообещал о выходе нового альбома.

## Дискография
- The Fall of Troy (4 ноября 2003) Lujo Records
- Doppelgänger[англ.] (16 августа 2005) Equal Vision Records
- Manipulator[англ.] (1 мая 2007) Equal Vision Records
- In the Unlikely Event[англ.] (6 октября 2009) Equal Vision Records
- OK[англ.] (20 апреля 2016 год) Self-released
- Mukiltearth[англ.] (7 августа 2020 год) Self-released

## Текущий состав
- Томас Эрак[англ.] — вокал, гитара (2002—2010, с 2013)
- Эндрю Форсман[англ.] — ударные (2002—2010, с 2013)
- Тим Уорд[англ.] — бас-гитара, бэк-вокал (2002—2007, с 2013)

## Бывшие участники
- Frank Ene — бас-гитара, бэк-вокал (2007—2010)
- Mike Munro — гитара (2002)